# Georg Heinrich Lang
Georg Heinrich Lang (Oettingen, 28 november 1740 – 15 maart 1805 of 1806) was een Duits luthers theoloog, geestelijke en auteur.

## Biografie
Van 1757 tot 1760 studeerde Georg Heinrich Lang aan de Friedrich-Schiller-Universität te Jena. Nadat hij vanaf 1765 in verschillende plaatsen als predikant was aangesteld, werd Land in 1779 Lang bijzonder superintendent in Hohenaltheim. In 1789 werd hij hofprediker bij de prinses van Thurn und Taxis alsook in Regensburg en kreeg hij de titel van thurn-und-taxischer Kirchenrat. Het jaar waarin Lang gestorven is, is niet precies bekend. Volgens Heinrich Wilhelm Rotermund was het op 15 maart 1805, maar Heinrich Döring en Georg Benedikt Winer melden dat Lang op 15 maart 1806 overleed. Rotermund publiceerde een lijst van Langs werken: het grootste deel van zijn werken bestond uit preken.
Georg Heinrich Lang was een oom van Karl Heinrich Lange.

## Publicaties (selectie)
- Die Pflicht des christlichen Menschenfreundes, andern gern einen vergnügten Tag zu machen. (Oettingen, 1791)